# Hansenomysis rostrata
Hansenomysis rostrata är en kräftdjursart som beskrevs av Yakov Avadievich Birstein och Tchindonova 1970. Hansenomysis rostrata ingår i släktet Hansenomysis och familjen Petalophthalmidae. Inga underarter finns listade i Catalogue of Life.